# NGC 4480
NGC 4480 ist eine Balken-Spiralgalaxie mit aktivem Galaxienkern vom Hubble-Typ SBc im Sternbild Jungfrau an der Ekliptik. Sie ist schätzungsweise 105 Millionen Lichtjahre von der Milchstraße entfernt und hat einen Durchmesser von etwa 75.000 Lj. Die Galaxie ist unter der Katalognummer VCC 1290 als Mitglied des Virgo-Galaxienhaufens gelistet. Die Entfernungsmessungen basierend auf den Radialgeschwindigkeiten stimmen nicht mit den rotverschiebungsunabhängigen Entfernungsschätzungen von 135 ± 13 Millionen Lichtjahren überein.
Im selben Himmelsareal befinden sich u. a. die Galaxien NGC 4412, NGC 4457, NGC 4496, NGC 4505.
Das Objekt wurde am 2. Februar 1786 vom deutsch-britischen Astronomen Wilhelm Herschel entdeckt.